# Swakopmund Sport Club
Der Swakopmund Sport Club (kurz SFC (sic), ehemals Swakopmunder Fußball-Club) ist ein Sportverein aus Swakopmund in Namibia.  Der SFC ist einer der größten und ältesten Sportclubs des Landes und hat mit Stand August 2024 gut 500 Mitglieder.

## Sportarten
Die Fußballabteilung spielt neben Faustball die größte Rolle im Verein. Angeboten werden daneben auch Squash und Bogenschießen, ehemals auch Rugby Union, Tischtennis, Eisstockschießen, Netball, verschiedene Gymnastikarten und Skat. Er viele Jahre Heimat des Inlinehockeyvereins Coastal Pirates.

### Fußball
Zur Saison 2009/10 spielt der SFC erstmals in der Namibia First Division, der zweithöchsten namibischen Spielklasse im Fußball. 

### Eisstockschießen
Ab Juni 2014 besaß der Verein auch eine Eisstockabteilung, die der Icestocksport Association of Namibia (IAN) angeschlossen ist. Die Abteilung ist unter dem Namen Desert Shooters bei der IAN registriert. Im September 2014 war der Verein Ausrichter der 6. Landesmeisterschaften im Eisstockschießen.